# マイフェニックス
『マイフェニックス』（MyPhoenix）は1989年に東宝系劇場で全国公開された青春映画。日本大学創立100周年記念作品。東宝・東急エージェンシー提携作品・配給東宝・カラービスタビジョン・上映時間110分・1989年5月13日公開。公開当時の主なキャッチコピーは「男の人ってバカみたい・・・だけどステキ！」
大下英治原作の『小説・日本大学』を基に制作された。題名は同学のアメリカンフットボール部日本大学フェニックスに由来する。そのタイトル通り、アメフト雑誌の編集部からフェニックスの撮影を依頼された富田靖子演ずる主人公の日本大学芸術学部写真学科4年生の穴山咲子と宍戸開演じるフェニックスの新入部員、RBの奥村茂との恋愛模様を背景に、フェニックスを巡る挫折と栄光を描く。監督の西河克己も日大OBである。
劇中のフェニックスがリーグ戦敗退の危機から甦り、優勝を果たすとのストーリー上の設定で、本物のフェニックスが出場した第43回甲子園ボウル・第42回ライスボウルの実写映像（俳優は登場しない）で物語を終える。

## 作品に関するエピソード
- 篠村監督は、1959年から2003年にかけてフェニックスの監督を務めた篠竹幹夫（1932年 - 2006年）がモデルである。劇中、篠村監督を演じる菅原文太が歌う「百万本のバラ」は篠竹監督の愛唱曲であるが、これを見た篠竹監督が「自分の方が菅原文太より上手い」と語ったとのエピソードがある。
- 主人公・穴山咲子には実在のモデルが存在する。彼女はフェニックスの練習場である日大下高井戸グラウンドで知人の写真撮影をしていた際に篠竹監督の知遇を得、それを契機にフェニックス初の女性マネージャを務めた。大学卒業後はアメリカンフットボール雑誌『タッチダウン』編集部カメラマンを経て、東京・六本木にある沖縄ポップスのライブ演奏を行う沖縄料理店「島唄楽園」のオーナーとなっている（2007年現在）。
- 奥村茂は日大法学部の学生という設定だが、当時の実際の日大フェニックスの部員のほとんどは文理学部の学生であった。
- 本作は、奥村茂役を演じた宍戸開の映画デビュー作である。
- 劇中に登場する関東大学リーグのゲームは実際のリーグ戦を撮影したわけではなく、対戦校のプレーヤーはプライベートリーグの選手達が演じた。
- 「原作」として大下英治の『小説・日本大学』がクレジットされているが、この作品は政治・経済・スポーツなどの各分野における開学以来の著名な日大出身者を取り上げた、ノンフィクションスタイルの人物伝ともいうべき著作であり、その中の一編として、常勝フェニックスを築き上げた篠竹幹夫監督の半生が取り上げられているに過ぎない。もとより、映画本編のような青春ドラマでもなければ、いわゆるスポ根的なサクセスストーリーが描かれているわけでも無論ない。

## スタッフ
- 協力：日本大学創立100周年記念事業委員会
- 監督：西河克己
- 原作：大下英治
- 脚本：菊島隆三、伊藤尚子
- 音楽：渡辺俊幸
- 撮影：姫田真佐久
- 美術：酒井賢
- 録音：宮内一男
- 照明：望月英樹
- 編集：池田美千子
- 助監督：三好邦夫、大河原孝夫
- 製作担当者：前田光治
- 音響効果：伊藤進一
- 現像：東京現像所
- アメフト指導：飯島秀男
- カースタント：スーパードライバーズ
- 撮影協力：萩市経済部商工観光課、白根市、ホテル新潟、ユニデン、日本アメリカンフットボール協会、関東フットボール協会、関西アメリカンフットボール協会
- 企画協力：春日一
- 製作協力：田中寿一
- 製作総指揮:前野徹
- 製作：中川昭一、石井幸一
- プロデューサー：山下勝也

## キャスト
- 穴山咲子：富田靖子
- 奥村茂：宍戸開
- 杉浦コーチ：渡辺篤史
- 出町たか子：倍賞美津子
- 穴山喜作：河原崎長一郎
- 穴山待子：藤田弓子
- 落合恒夫：長倉大介
- 笠松勝利：日下翔平
- 有馬吉郎：武野功雄
- 和田俊介：菅原薫
- 砂田梨花：加賀千景（加賀まりこのいとこの娘）
- フットボールマガジン編集長：鈴木ヤスシ
- 相手チームの主将：山田善伸
- 石川功久
- 若松俊秀
- 安斉英樹
- 森明義：西村晃
- 森昭芳：宍戸錠
- 森多美江：松尾嘉代
- 篠村監督：菅原文太